# Amor pedagògic
«Amor pedagògic» és un terme usat en el camp de la pedagogia que es refereix a una manera específica d'entendre la pràctica pedagògica a partir del valor de l'amor. En aquest context s'entén l'amor com a respecte cap a l'altra persona, les seves necessitats i la seva voluntat. El terme va ser encunyat per Herman Nohl i feia referència a la intenció per part de l'educador d'orientar la seva activitat a la realitat viscuda per l'educand així com a la seva identitat. La manera de fer-ho consisteix a adoptar el punt de vista de l'educand posant-se al seu lloc de la mateixa manera que farien els seus pares.